# Aziru
Aziru je bil kanaanski vladar Amurruja, sodobnega Libanona, ki je vladal v 14. stoletju pr. n. št. Bil je sin svojega predhodnika Abdi-Aširte in sodobnik faraona Ehnatona.
Azirujeva dejanja so dobro znan iz Amarnskih pisem. V času, ko je bil uradni  vazal Egipta, je poskušal razširiti svoje kraljestvo na sredozemsko obalo in osvojil mesto Sumur (Simirra). Osvajanje je sprožilo alarm v sosednjih državah, še posebej v Biblosu. Vladar Biblosa Rib-Hadda je prosil faraona Ehnatona, naj ga zaščiti s svojo vojsko. Za štiri mesece je zapustil Biblos, da bi z bejrutskim kraljem Ammunirijem sklenil zavezništvo, ko se je vrnil pa je ugotovil, da  je njegov  brat Ilirafih medtem  izvedel državni udar, ga odstavil in nazadnje izgnal iz mesta. Začasno zatočišče je poskušal dobiti pri Ammuniriju in brez uspeha prosil za podporo Egipta za ponoven prevzem oblasti (Amarnska  pisma EA 136-138,  141 in 142). Ko mu to ni uspelo, je bil prisiljen prositi za pomoč svojega zakletega sovražnika Aziruja. Aziru ga je takoj izdal in izročil vladarju Sidona, kjer so ga verjetno kmalu zatem usmrtili. Dogodek je omenjen v pismu Ehnatona Aziruju (Amarnsko pismo EA 162), v katerem faraon zahteva, da Aziru pride v Egipt in razloži svoja dejanja. Aziru je bil v Egiptu najmanj eno leti priprt, ko so Hetiti osvojili pomembno pokrajino Amki in ogrozili sam Amurru, pa so ga osvobodili (EA 170).
Dovolili so mu, da se vrne v svoje kraljestvo, kjer je v tajnosti navezal stike s hetitskim kraljem Šupiluliumo I. in kmalu zatem prestopil na njegovo stran.  Hetitom je ostal zvest do svoje smrti. Amurru je ostal trdno v hetitskih rokah do vladavine faraonov Setija I. in Ramzesa II. iz Devetnajste dinastije. 

## Vir
- Moran, William L.: The Amarna Letters, Johns Hopkins University Press, 1987, 1992,  ISBN 0-8018-6715-0.

| Aziru                   |                                                   |                      |
| Vladarski nazivi        |                                                   |                      |
| Predhodnik: Abdi-Aširta | Vladar v Amurruju 1340 pr. n. št.-1315 pr. n. št. | Naslednik: Ari-Tešup |